# Lola Ponce
Paola Fabiana Ponce (sinh ngày 25 tháng 6 năm 1982), được gọi là Lola Ponce (phát âm tiếng Tây Ban Nha: [ˈlola ˈponse]), là một nhạc sĩ, nhà soạn nhạc, nữ diễn viên và người mẫu bán chuyên người Argentina.
Ponce đã tạo ra bước đột phá của mình ở Argentina và Mỹ Latinh với album đầu tay Inalcanzable, được phát hành năm 2001. Cô cũng đã trở nên nổi tiếng ở Ý, sau khi tham gia vở nhạc kịch Notre-Dame de Paris ở Verona. Ponce kể từ đó đã phát hành thêm hai album - Fearless (2004) và Il diario di Lola (2008) - và đã biểu diễn bằng tiếng Tây Ban Nha, tiếng Ý và tiếng Anh. Năm 2008, cùng với Giò Di Tonno, cô đã giành được lễ hội San Remo với bài hát "Colpo di Fulmine". Cô hát trong nhiều buổi hòa nhạc với Andrea Bocelli và Riccardo Cocciante.

## Cuộc đời và sự nghiệp

### Thời niên thiếu và sự nghiệp (1982 - 1997)
Lola Ponce được sinh ra ở Capitán Bermúdez, tỉnh Santa Fe  tại Hector và María. Cô có hai anh chị em, Claudia và Alejandro. Sinh ra và lớn lên trong một gia đình âm nhạc, cô thành lập một bộ đôi với anh trai khi chỉ mới 3 tuổi, biểu diễn các bài hát dân gian. Ponce tham gia nhiều lễ hội ở Mỹ Latinh khi còn nhỏ và thiếu niên. Năm 1998, cô có một vai trong Chiquititas, một bộ phim truyền hình nổi tiếng được tạo bởi Cris Morena, và ký hợp đồng thu âm với nhà sản xuất Oscar Mediavilla vào năm 1999. Ponce vào Đại học Buenos Aires, nhưng đã bỏ học để theo đuổi sự nghiệp âm nhạc của mình.

### Ngôi sao (2001-nay)
Ponce đã phát hành album đầu tay Inalcanzable vào năm 2001, đạt được thành công lớn ở Mỹ Latinh. Năm 2002, cô được chọn vào vai Esméralda trong vở nhạc kịch Notre-Dame de Paris, được trình chiếu tại Verona, Ý và Barcelona, Tây Ban Nha. Ponce đã thu âm hai bài hát cho nhạc phim, "Ave Maria Pagana" và "Ali In Gabbia, Occhi Selvaggi", và tạo nên bước đột phá của cô ở Ý và Châu Âu. Năm 2004, cô phát hành album đầu tiên bằng tiếng Anh, Fearless, và năm 2005 đã biểu diễn bài hát "Ngủ" trong phần hồi sinh của Lễ hội San Remo.
Năm 2008, cô phát hành album phòng thu thứ ba Il diario di Lola, trong đó có các bài hát bằng tiếng Tây Ban Nha, tiếng Ý và tiếng Anh. Ponce cũng giành chiến thắng tại Liên hoan âm nhạc Sanremo lần thứ 58 cùng với Giò Di Tonno và bài hát "Colpo di Fulmine". Bài hát đạt vị trí số một tại Bảng xếp hạng đĩa đơn của Ý. Năm 2010, Ponce xuất hiện trong một số phim truyền hình và phim điện ảnh, và đóng vai chính trong bộ phim chuyển thể từ tiểu thuyết The Betrothed của Alessandro Manzoni. Cô cũng tham gia phiên bản Argentina của Dancing with the Stars, Bailando por un sueño, và phát hành album tổng hợp đầu tiên Lola.

## Cuộc sống cá nhân và truyền thông
Ponce hẹn hò với luật sư người Ý, ông Manuel Malenotti trong 5 năm, từ năm 2005 đến năm 2010 
Cô bắt đầu mối quan hệ với bạn diễn Aarón Díaz vào năm 2012. Cặp đôi bắt đầu hẹn hò sau khi gặp nhau trên trường quay của Telenovela El Talisman. Họ có hai cô con gái: Erin (sinh tháng 2 năm 2013)  và Regina (sinh tháng 8 năm 2014). Cặp đôi kết hôn vào tháng 6/2015, trong một buổi lễ riêng được tổ chức tại Maroc.